# Гардероб (шафа)

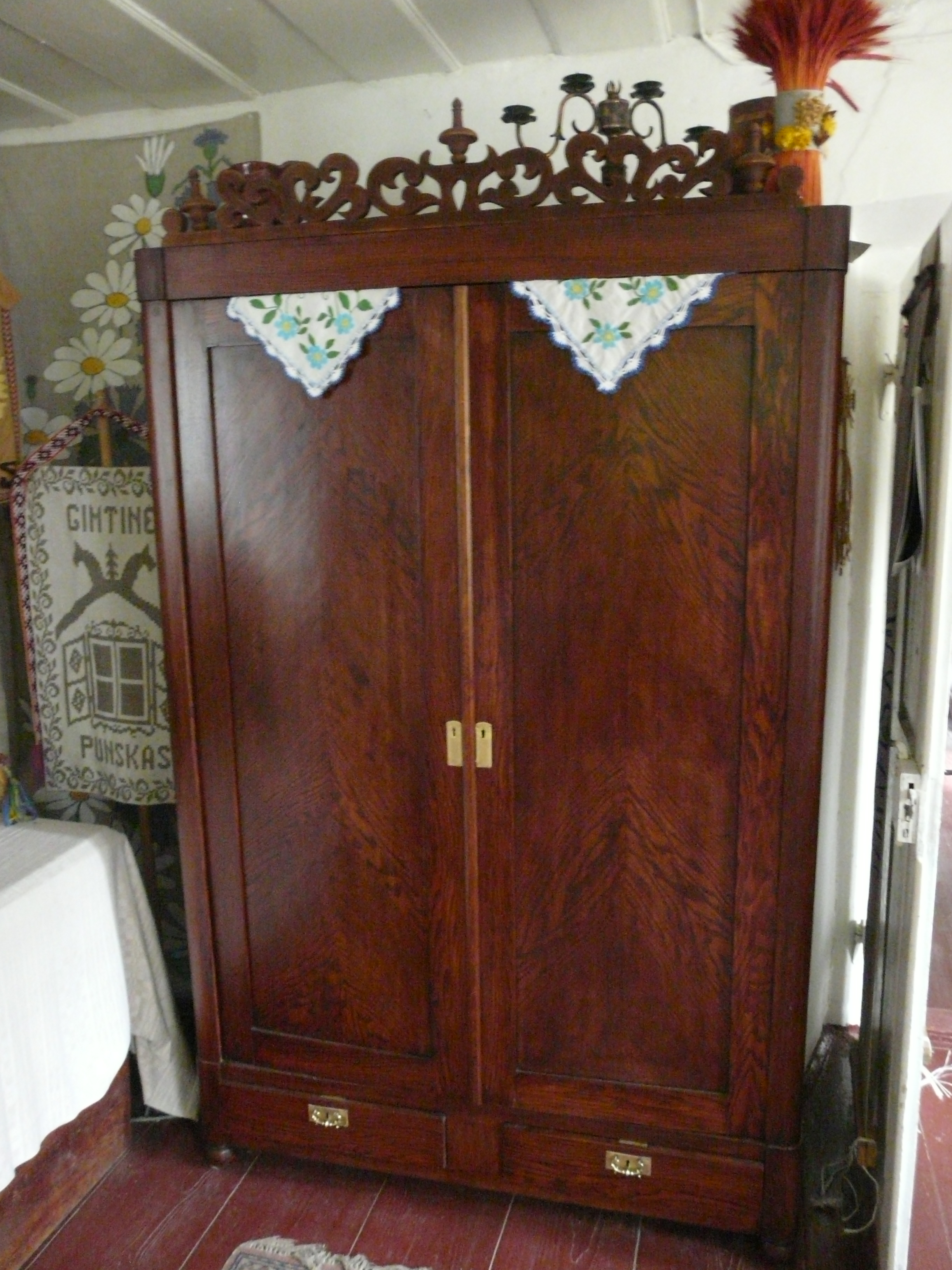
Старовинний гардероб. Пунськ, Польща

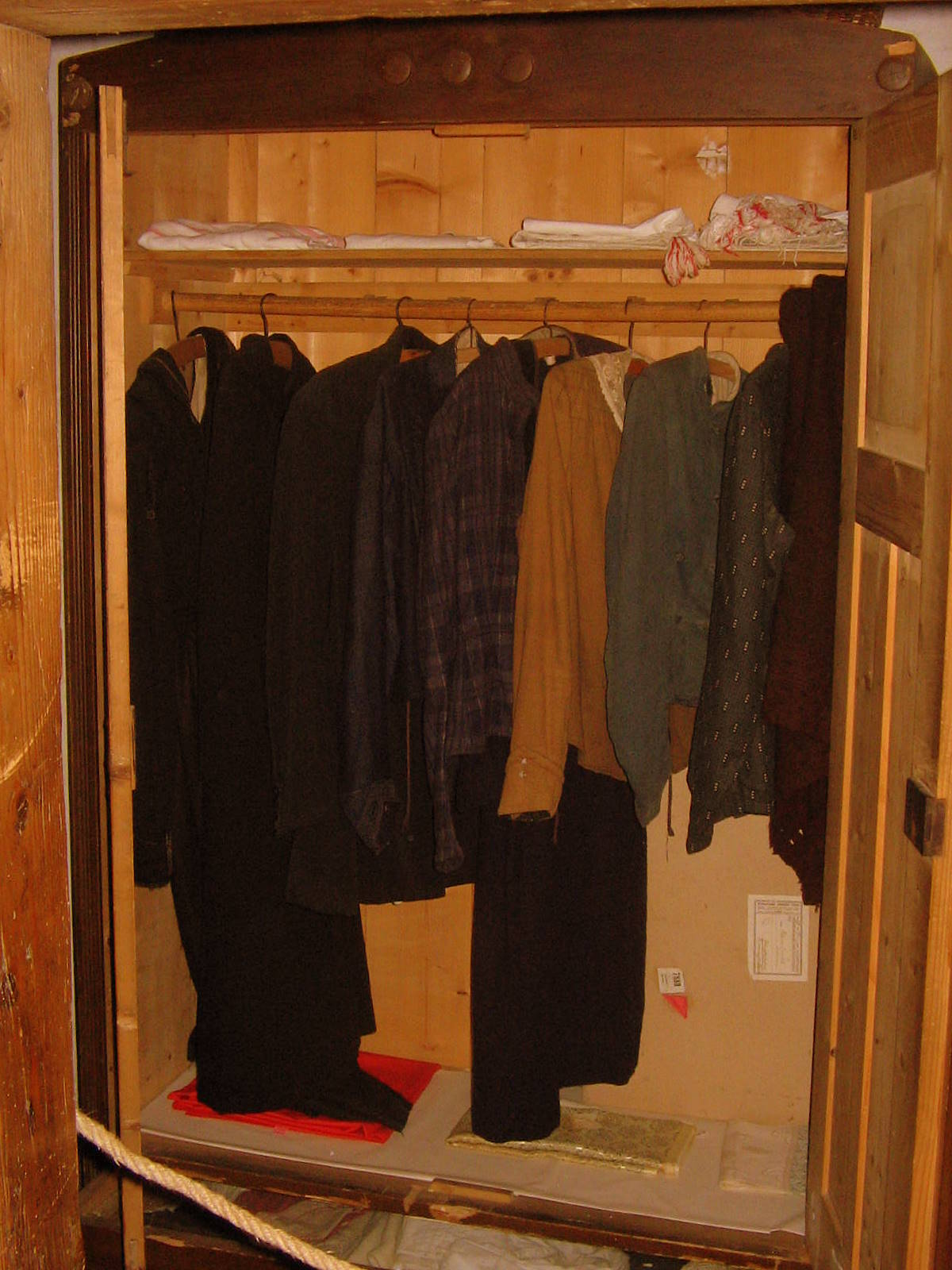
Гардероб усередині

Гардеро́б (фр. garde-robe), платтяна́ шафа, а також шифоньє́р, шифоньє́рка — шафа, призначена для зберігання одягу.

## Походження слова
Слово «гардероб» походить від фр. garde-robe, утвореного від garde («зберігай») та robe («сукня, плаття, одяг»). Англійське wardrobe являє собою кальку з французького слова — від ward («охороняй») та robe («сукня», «плаття», «одяг»).
Слово «шифоньєр», «шифоньєрка» походить від фр. chiffonnière («ганчірниця», «лахмітниця», «тандитниця»), утвореного від chiffon («ганчірка»). Дослівно — «шафа для ганчір'я». Поширення цього слова може бути пов'язане його співзвучністю зі словом «шифон», який в українській та російській мовах має інше значення — «вид тонкої дорогої тканини».

## Влаштування
В основному відділенні гардероба зазвичай розташовується одна або кілька штанг, на яких розміщується одяг на вішалках. Штанга може розташовуватися як паралельно дверям шафи, так і перпендикулярно. У першому випадку глибина шафи повинна бути не менше 600 мм, що визначається стандартною шириною вішалок, а в другому може бути зменшена, але штанги в такій шафі роблять висувними.
Крім основного відділення в платтяних шафах влаштовують полиці, шухляди і антресолі. Над штангою може розміщуватися полиця для головних уборів, на дверцятах встановлюють дзеркала, а також поперечини і полиці для зберігання краваток, поясів та інших дрібних речей.
Полиці і шухляди платтяної шафи зазвичай розраховані на невелике навантаження і не призначені для зберігання посуду, книг тощо.

## Гардероб в Україні
Виникнення шафи для зберігання одягу на території Російської імперії відноситься до періоду реформ Петра I, але тільки до закінчення ХІХ століття вона дійсно поширилася в масах. До цього часу дозволити собі мати гардероб могли виключно дворяни. Популяризував гардероб фабрикант з Москви на прізвище Славянов. Його Славяновські шафи випускали до середини минулого століття. Дана шафа згадується в кінокартині «Подвиг розвідника» (1947)[джерело?].